# Hugo Bremer

Hugo Bremer

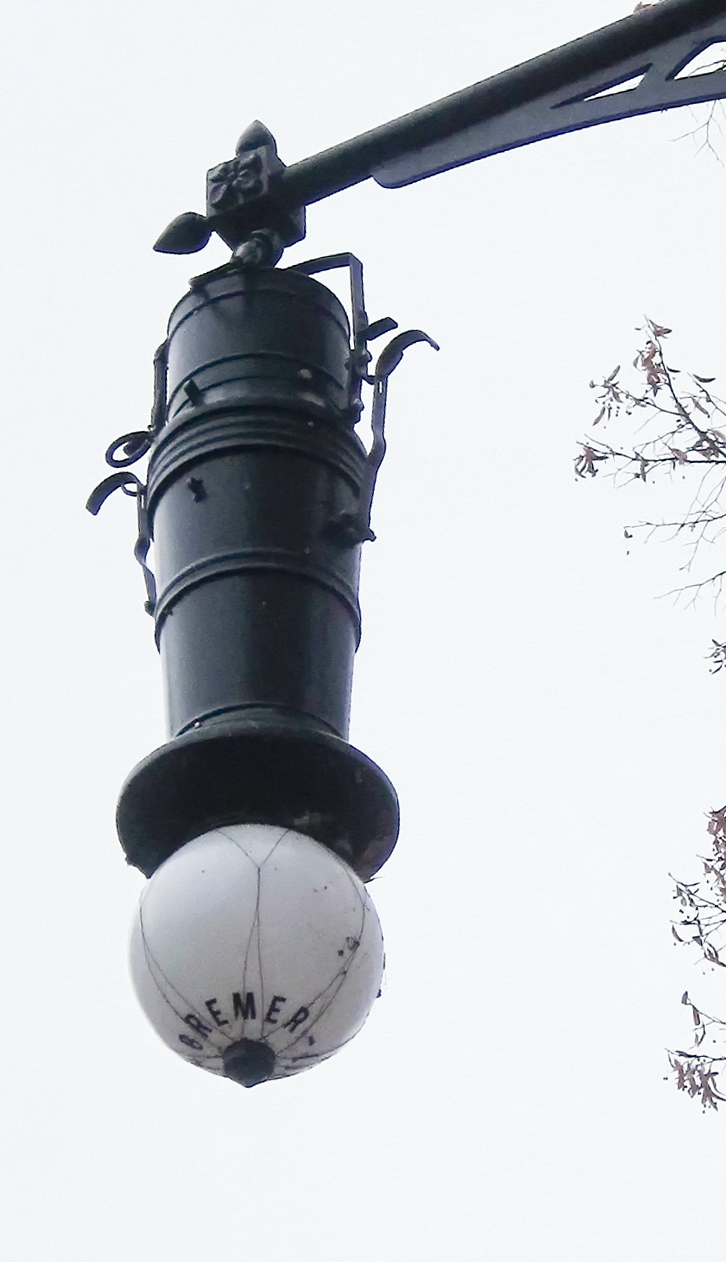
Rekonstruktion der Hugo-Bremer-Leuchte in Neheim

Hugo Bremer (* 13. Januar 1869 in Elberfeld (heute Stadtteil von Wuppertal); † 19. April 1947 in Neheim) war ein Industrieller und Erfinder des so genannten „Bremer Lichts“.

## Leben
Bremer wurde 1869 in Elberfeld geboren. Da sein Vater und seine Mutter früh gestorben waren, lebte er seit seinem dritten Lebensjahr in einem Waisenhaus.
Nach einer kaufmännischen Lehre arbeitete Bremer zunächst in Remscheid. Später betrieb er eine Firma zur Produktion von Heftzwecken in Menden, trennte sich aber dann von seinem Geschäftspartner und verlegte die Produktion nach Neheim. Dort verbesserte er mit selbst erfundenen Maschinen die Heftzweckenproduktion und stellte als einen weiteren Gegenstand Schuhknöpfe her.
Schließlich erfand Hugo Bremer das nach ihm benannte Bremer Licht. Die Helligkeit dieses Lichtes übertraf alle anderen damaligen elektrischen Lampen. Für diese Erfindung erhielt er auf der Pariser Weltausstellung im Jahre 1900 die höchste Auszeichnung, den Grand Prix. Besondere Merkmale dieser Intensivflammenbogenlampen waren schräg nach unten gestellte Kohlestäbe, ein nach unten wirkendes Magnetfeld und die  Leuchtstärke erhöhende Zusätze in den Kohlestäben. Die Vorzüge, aber auch die Nachteile im Dauerbetrieb der unterschiedlichen Kohlebogenlampen wurden in der Fachöffentlichkeit ausgiebig diskutiert.
Weitere Patente waren u. a. die Verbesserung der Laufketten von Kampfwagen und die Herstellung von Papierbleistiften. Insgesamt sind zwischenzeitlich über 170 Patente und zahlreiche Gebrauchsmuster von ihm bekannt.
In Neheim ließ sich Bremer im Jahr 1892 nieder. Dort entstand 1896 mit der Villa Bremer ein repräsentativer Wohnsitz im nachklassizistischen Stil. Verheiratet war er nie.
Nachdem Bremer zu einigem Wohlstand gekommen war, unternahm er lange Reisen. In Nordamerika soll er mit Thomas A. Edison zusammengetroffen sein. Er hat auch Reisen nach Asien unternommen. Über seine Zeit auf Java verfasste er das Buch Indien in Moll. Als Pseudonym nutzte er B. Wunderer. In dem Buch schilderte er seine Eindrücke. Es war aber auch geprägt vom rassistischen Gedankengut der Zeit.
Er war auch einer der ersten Automobilbesitzer. Er besaß den Führerschein Nummer 12 in Preußen. Auf der anderen Seite war er ein Anhänger der Lebensreformbewegung. Insbesondere bewunderte er Hugo Höppener (Fidus) und seinen dritten Weg zwischen Kapitalismus und Sozialismus. In religiöser Hinsicht gehörte er zunächst einer evangelischen Freikirche an und war später konfessionslos. Dies hat im katholischen Sauerland das Misstrauen seiner Mitbürger geweckt.
Über seine negativen Erfahrungen als Erfinder verfasste er 1906 die Schrift Erfinder und Patente in volkswirtschaftlicher Sicht. In der Tat musste er zahlreiche Prozesse unter anderem auch gegen Großkonzerne wie Siemens führen. Verschiedene Aspekte in dem Buch waren durchaus zukunftsweisend. So hat er die Bedeutung der Exportwirtschaft wie auch die wahrscheinliche Konkurrenz durch die japanische und chinesische Industrie hervorgehoben.
Er war zwar kein Nationalsozialist, konnte aber bestimmten Aspekten des Systems positive Seiten abgewinnen. So hat er 1937 in einem Beitrag für die Parteizeitung Rote Erde das Amt für Technik als Hort des Erfinderschutzes gelobt. Einige Zeit später veröffentlichte er zum Lob des technischen Fortschrittes und des Erfindergeistes im Verlag der Arbeitsfront ein Buch mit dem Titel Technik und Daseinsgestaltung.

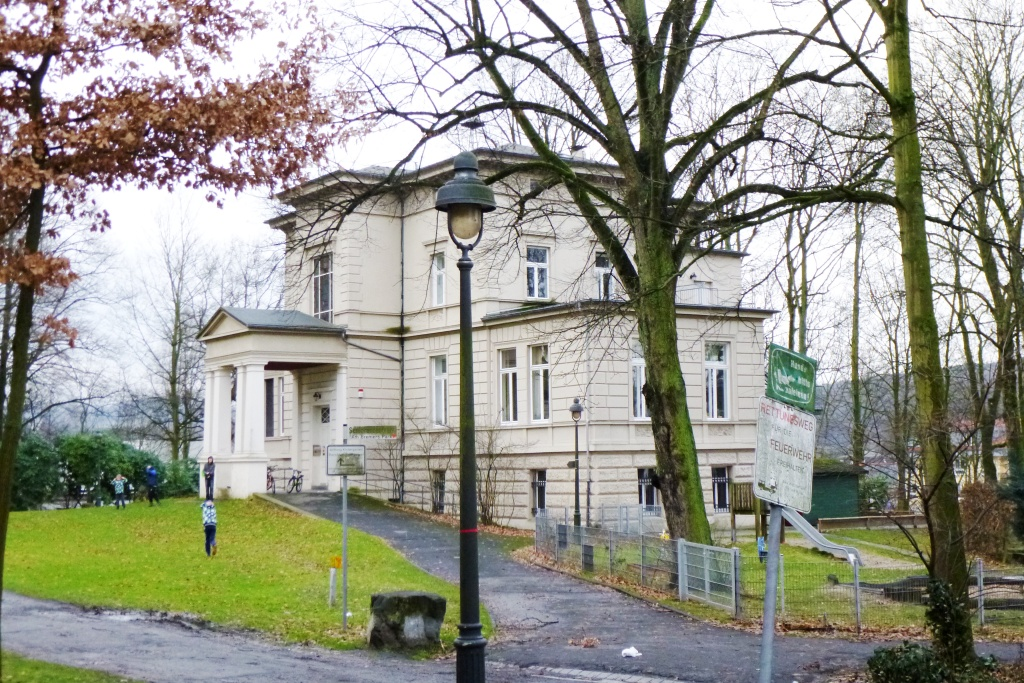
Villa Bremer

In den letzten Jahren seines Lebens fiel er in Neheim durch ein immer skurrileres Verhalten auf. Nachdem sein Friseur ein Chamäleon, das Bremer aus Übersee mit nach Deutschland gebracht hatte, getötet hatte, ist er nicht wieder zum Friseur gegangen. Er trug stets zwei unterschiedliche Schuhe und führte egal bei welchem Wetter einen Regenschirm mit sich. In seiner großen Villa bewohnte er im Grunde nur zwei Räume.
Nach seinem Tod hinterließ er ein beachtliches Immobilienvermögen, um das sich 25 entfernte Erben stritten. Die Stadt Neheim-Hüsten erwarb seine Villa und hat seinen Besitz aus wertvollen Möbeln, Büchern, Gemälden und Sammlerstücken durch die Fenster in den Park geworfen. Jeder der vorbeikam konnte sich davon nehmen, wie ihm beliebte. Erhalten ist unter anderem ein Porträt der seinerzeit bekannten englischen Malerin Ethel Mortlock. Dieses hängt heute im Treppenhaus der Villa Bremer.